# تيفيرغا
بلدية تيفيرغا (بالإسبانية: Teverga) هي بلدية تقع في منطقة أستورياس شمال غرب إسبانيا.

## الديموغرافيا
بلغ عدد سكان بلدية تيفيرغا 1.929 نسمة عام 2011 (وفقاً للمعهد الوطني للإحصاء الإسباني).
| 2.335 | 2.325 | 2.172 | 2.035 | 1.916 | 1.933 | 1.929 |

## معرض صور

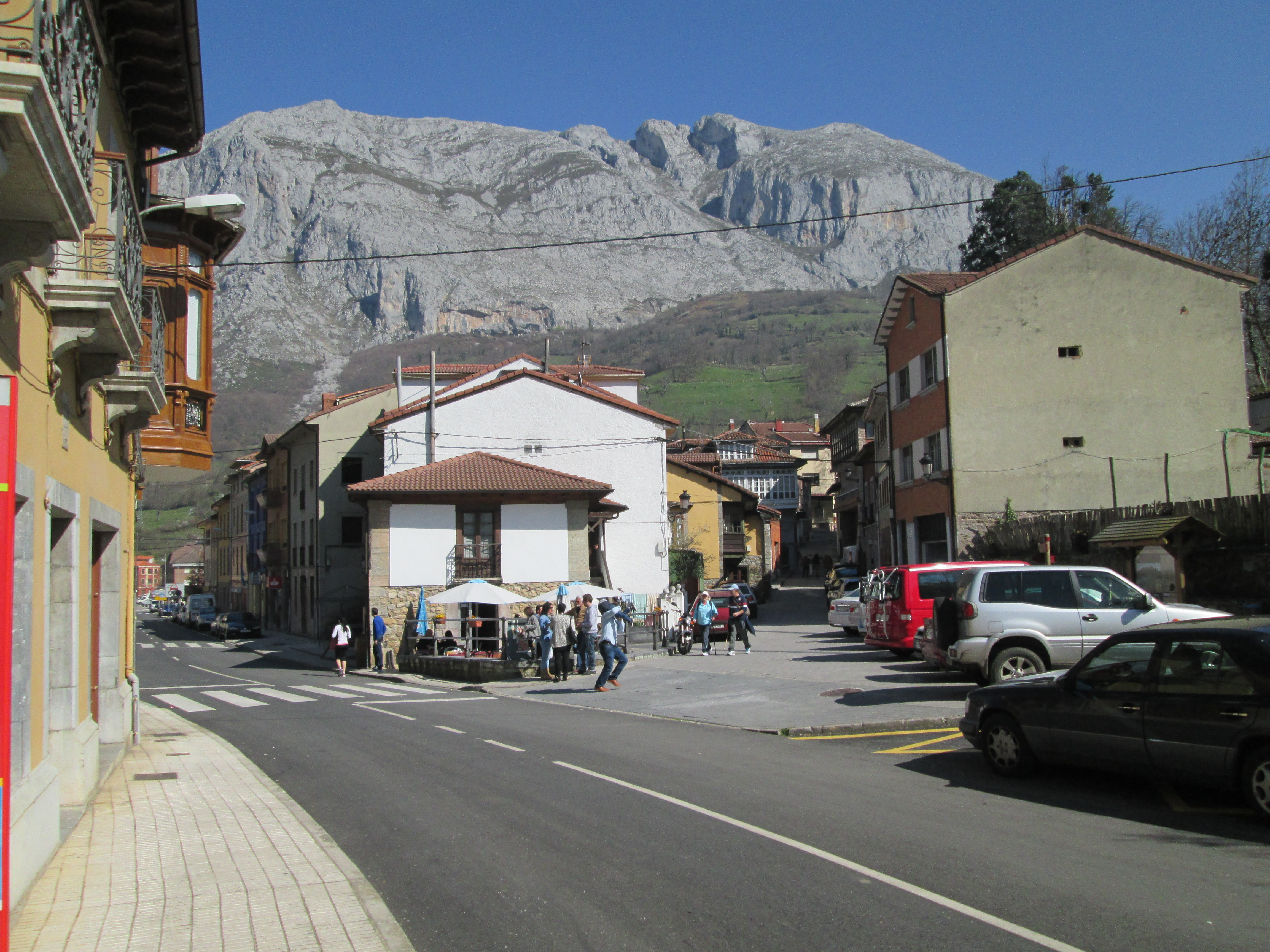
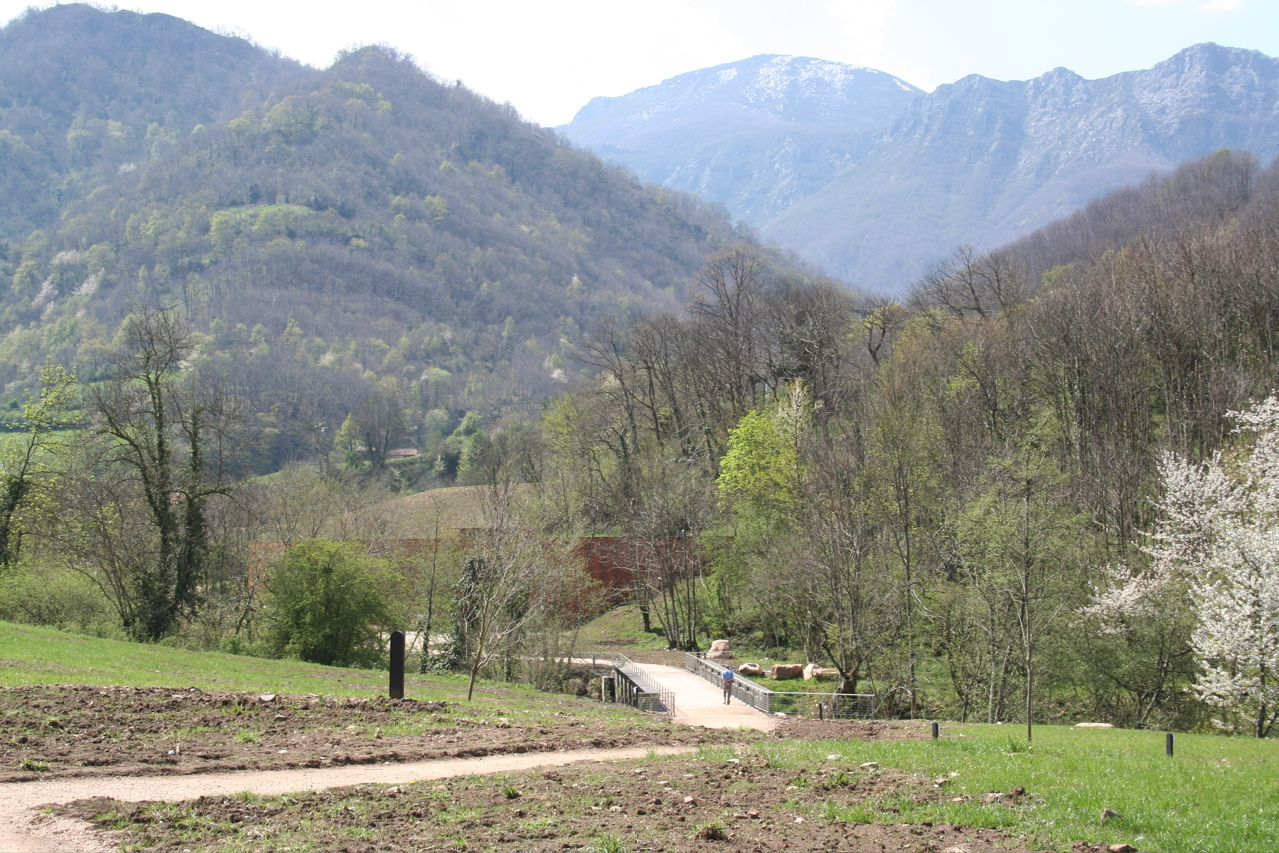
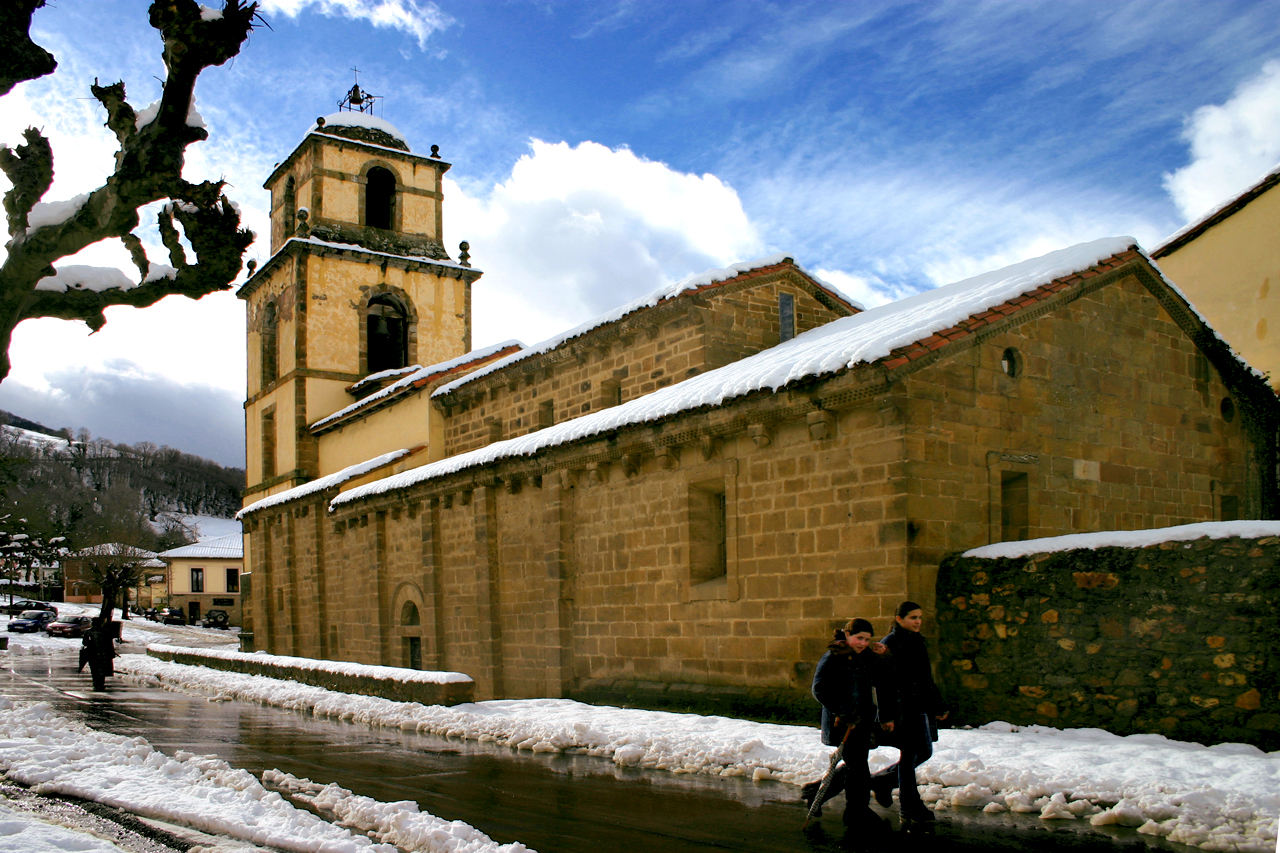

## أعلام
- أدريان لوبيز